# Jacques Rangeard
Jacques Rangeard, né le 17 mai 1723 à Angers et mort le 31 mars 1797 à Angers, est un homme d'église et de lettres français, député aux États généraux de 1789.

## Biographie
Rangeard fut élevé chez les Oratoriens de Saumur et obtint une bourse an petit séminaire d'Angers. Ordonné prêtre en 1747, il devint peu après secrétaire-archiviste du chapitre de Saint-Maurice.
Abbé galant et de bel esprit, il ne tarda pas à acquérir une certaine célébrité locale grâce à des poésies faciles qui le firent entrer à l'Académie royale des sciences et belles-lettres d'Angers le 16 août 1752, dont il devint chancelier en 1755. Mais, à cette époque, il dut donner sa démission de secrétaire-archiviste, car le chapitre de Saint-Maurice l'accusa d'avoir communiqué à l'évêque, avec lequel il était en procès, une pièce de la plus haute importance. L'évêque de Grasse obtint alors pour lui la cure-prieuré de Saint-Aignant en 1760, puis celle d'Audart en avril 1767. À cette époque, il travailla assidûment pour l'Académie d'Angers et y lut plusieurs mémoires d'histoire locale, notamment quelques chapitres de son Histoire des évêques d'Angers.
Il fut élu, le 24 mars 1789, député du clergé aux États généraux par la sénéchaussée d'Anjou, demanda, le 22 juin suivant, la vérification en commission des pouvoirs, fut adjoint au comité de rédaction, prêta le serment ecclésiastique le 27 décembre 1790, et fut l'un des présidents de la société des Neuf-Sœurs.
Il revint à Angers, après la session, attendant, pour reprendre l'exercice de son ministère, la fin des troubles qui divisaient la contrée. Le 15 thermidor an III, il déclara qu'il allait reprendre ses fonctions ecclésiastiques. Mais le 28 floréal an IV, sa cure fut envahie par les chouans qui tuèrent ses deux assesseurs. Président du presbytère d'Angers, l'année suivante, il mourut peu de temps après.
Rangeard a publié un très grand nombre de poésies détachées, d'articles et de discours. Ses principaux ouvrages, l’Histoire civile et religieuse de l'Anjou et l’Histoire des évêques d'Angers, restèrent en manuscrit.

## Sources
- « Jacques Rangeard », dans Adolphe Robert et Gaston Cougny, Dictionnaire des parlementaires français, Edgar Bourloton, 1889-1891 [détail de l’édition]